# Вишнёвский, Тибор
Тибор Вишнёвский (словац. Tibor Višňovský; род. 20 октября 1974 года, Топольчани, Чехословакия) — бывший словацкий хоккеист, игравший на позиции правого нападающего. Старший брат знаменитого словацкого хоккеиста Любомира Вишнёвски.

## Карьера
Выступал за ХК «Топольчани» (1995—98), ХК «Скалица» (1998—2003, 2004—05, 2005—13), «Слован» (Братислава) (2003—04), «Дукла» (Тренчин) (2005), МХК «Мартин» (2005).
В Словацкой экстралиге провел 762 матча, набрал 458 очков (211 голов + 247 передач). Во второй словацкой лиге — 138 матчей, 129 очков (71+58).
В составе сборной Словакии провел 4 матча, забил 1 гол.
В 2004 году стал обладателем Континентального кубка, на турнире провёл 3 матча, забил 2 гола.
Всего за карьеру в сборной и клубах провёл 907 матчей, забил 285 голов.

## Достижения
- Обладатель Континентального кубка 2004
- Серебряный призёр чемпионата Словакии 2009
- Бронзовый призёр чемпионата Словакии 1999, 2004 и 2008